# Hilgenriedersiel
Hilgenriedersiel ist ein Ortsteil der Gemeinde Hagermarsch, die sich mit den Gemeinden Hage, Berumbur, Halbemond und Lütetsburg zur Samtgemeinde Hage zusammengeschlossen hat. Der Ort verfügt über die einzige naturbelassene Badestelle der ostfriesischen Nordseeküste.

## Name
Der Name des Ortsteils ist in der Schreibweise „Hilgenriedersyhl“ seit 1787 belegt. Während der zweite Namensteil auf die Lage des Ortes bei einem Siel hinweist, erinnert der erste Teil des Ortsnamens an die uralte und sagenumwobene Wasserrinne Hilgenriede, übersetzt: Heiliger Fluss.

## Geschichte

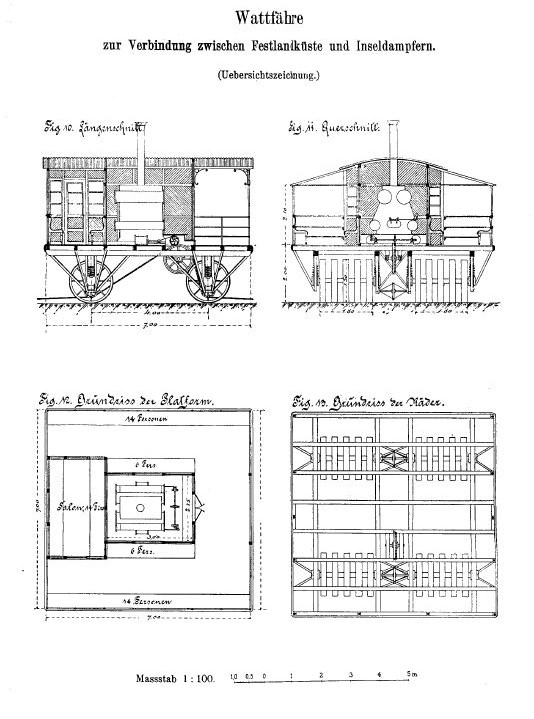
Von Philipp Schrimpf entworfene Wattfähre (1896)

Hilgenriedersiel verfügte über ein Sieltor, das seit 1576 nachgewiesen und über das ein Teil der ehemaligen Hilgenrieder Bucht bis in die 1920er Jahre entwässert worden ist. Noch 1866 wurde das Holzsiel abgebrochen und durch ein steinernes Siel ersetzt. 1925 wurde es wegen mangelnder Vorflut geschlossen. Heute erinnert ein Denkmal an das historische Siel.
In der Vergangenheit erlangte Hilgenriedersiel eine gewisse Bedeutung für den Passagier- und den Postverkehr mit der vorgelagerten Insel Norderney. Östlich des Hilgenrieder Außentiefs wurde ein Wattfahrweg angelegt, der 1844 offiziell in Betrieb genommen wurde. Als Orientierungshilfe diente eine auf der Wattseite der Insel Norderney aufgestellte Postbake, die heute noch existiert. Transportmittel waren dabei ein Pferdegespann und ein hölzerner Wagen mit breiten Rädern. Auf einer preußischen Landkarte von 1881 wird diese Verbindung zwischen Festland und Insel, die teilweise mit Steinschutt befestigt war, als Post Weg bezeichnet. Die regelmäßige Personenbeförderung auf dieser Strecke wurde bereits 1873 zurückgestellt, da die Post nach einem Unfall, bei dem allerdings niemand ums Leben kam, die Verantwortung für die Sicherheit der Passagiere nicht mehr übernehmen wollte. Bis zu diesem Zeitpunkt hatten auch eine Reihe prominenter Touristen die Kutschenverbindung über das Watt genutzt. Unter ihnen waren der Herzog von Cumberland (ab 1837 König Ernst August I. von Hannover) sowie der spätere Reichskanzler Otto von Bismarck (1844), der zu den ersten Nutzern der regelmäßigen Postverbindung gehörte.
1892 stellte die Post auch den verbliebenen regelmäßigen Brief- und Pakettransport zur Insel ein. Sie nutzte von diesem Zeitpunkt an den inzwischen ausgebauten Norddeicher Hafen für den postalischen Inselverkehr. Von privaten Spediteuren wurde der Hilgenrieder Wattweg allerdings noch bis 1949 genutzt.
Ende des 19. Jahrhunderts schlug der Berliner Regierungsbaumeister Philipp Schrimpf vor, zwischen Hilgenriedersiel und Norderney eine tideunabhängige Verbindung herzustellen. In diesem Zusammenhang veröffentlichte er 1896 eine Studie mit dem Titel: Die Wattfähre. Ein neues Mittel zur Verbesserung der Reiseverbindungen nach den deutschen Nordseebädern, insbesondere nach Norderney. Schrimpfs Vorschlag wurde wegen der hohen Kosten abgelehnt.

## Infrastruktur
Hilgenriedersiel ist seit 2010 der Anlandungspunkt verschiedener Seekabel, die den gewonnenen Strom der neuen Offshore-Windparks in der südlichen Deutschen Bucht ins Hochspannungsnetz bei Diele bringen; unter anderem HGÜ BorWin 1 und BorWin 2 sowie alpha ventus.